# میهو تاکاگی (اسکیت‌باز سرعت)
میهو تاکاگی (انگلیسی: Miho Takagi؛ زادهٔ ۲۲ مهٔ ۱۹۹۴) اسکیت‌باز سرعت اهل ژاپن است.